# 八幡川 (南丹市)
八幡川（はちまんがわ）は、京都府南丹市八木町を流れる淀川二次支流の準用河川である。川の右岸、八木町鳥羽鳥栄本にある八幡神社が名前の由来である。

## 地理

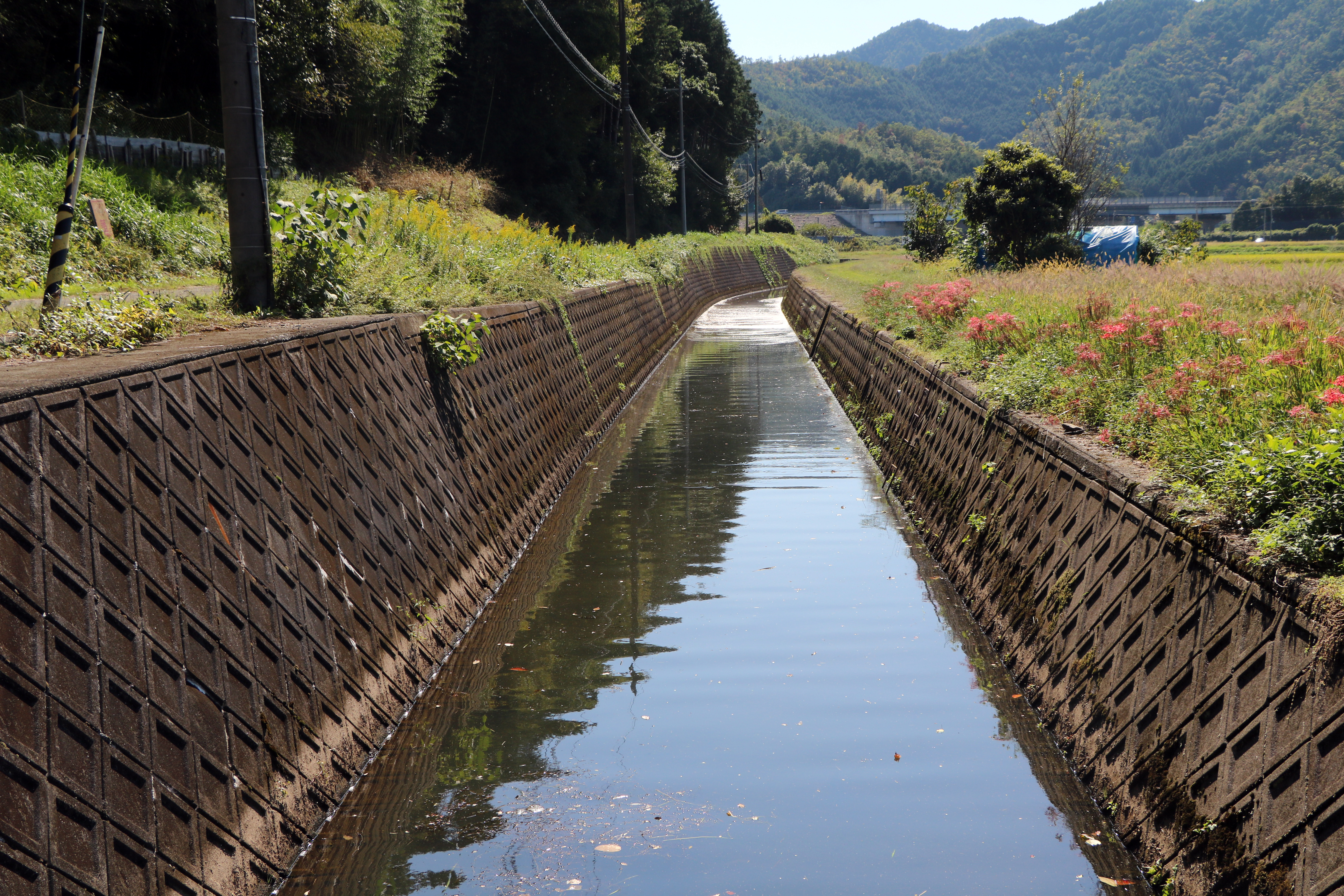
八木町鳥羽の八幡神社前より上流を撮影。

準用河川の起点は八木町玉ノ井正尺・松ケ本で、北流して八木町鳥羽鳥栄本で桂川右岸に流入する。
農用水路の溝状で冬期でも水量が多く、子どもたちの釣りスポットになっている。水質階級Ⅳ（大変きたない水）の指標生物であるアメリカザリガニが繁殖している。

## 流域の村
南丹市
- 八木町
  - 吉富地域
    - 玉ノ井
    - 鳥羽

## 洪水で流れてきた神社
八木町鳥羽鳥栄本にある八幡神社について、次の口伝が残っている。大堰川（桂川）上流の雀部（現在の八木町美里）にあった八幡神社が、大洪水で鳥羽に流れ着き、返すも再び流れてきたので客社として奉ったという。八幡神社は1577年（天正5年）の創建で、誉田別命が祭神。

## 主な橋梁
八木町鳥羽
- 八幡橋

## 流域にあるため池
八木町玉ノ井
- 古池
- 岩ヶ谷池
- 大鳥羽池

## 流域にある主な施設
八木町玉ノ井
- バーズパラグライダースクール 西京都パラグライダー練習場
- 八幡宮
- 延命寺
- 玉ノ井区公民館

八木町鳥羽
- 鳥羽田神社
- 八木原木市場
- 京都縦貫自動車道 八木中IC
- 八木西地区コミュニティセンター・公園
- 南丹市吉富地域活性化センター「吉富ノ庄」（旧吉富小学校）
- 八幡神社